# David Brainerd

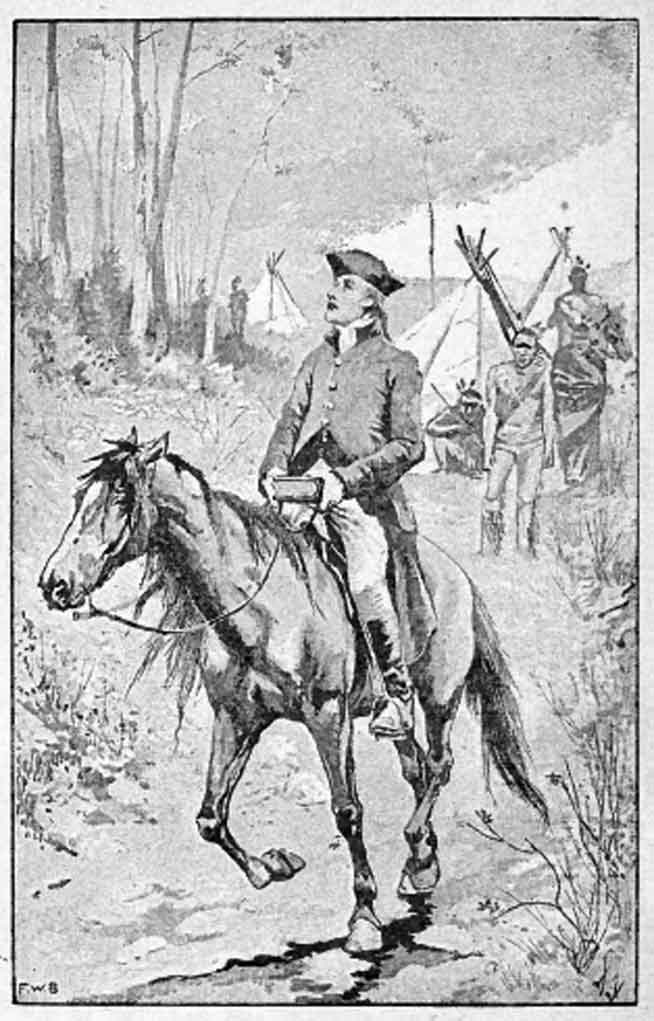
David Brainerd

David Brainerd (* 20. April 1718 in Haddam (Connecticut); † 9. Oktober 1747 in Northampton (Massachusetts)) war ein amerikanischer Missionar unter nordamerikanischen Indianern.

## Leben
David Brainerd wuchs in einer großen Familie mit zehn Kindern im Dorf Haddam auf, das damals zum Hartford County gehörte. Sein Vater starb, als er 9 Jahre alt war, seine Mutter starb, als er 13 Jahre alt war. Danach lebte er bei einer älteren Schwester, ab 1737 bewirtschaftete er einen Bauernhof in Durham, Connecticut. Am 12. Juli 1739 hatte er ein Erweckungserlebnis, das ihn zu einem begeisterten Christen machte und sein Leben veränderte.
Zwei Monate später begann er ein Studium an der Yale University, deren Studenten damals großteils vom Great Awakening ergriffen waren und sich von den ihres Erachtens uninspirierten Professoren absetzten. So auch Brainerd, der einen seiner Tutoren als „unbegnadet“ bezeichnete. Daraufhin wurde er im dritten Studienjahr (1741/1742) relegiert, obgleich er sich entschuldigt hatte. (Später benannte die Universität die Brainerd Hall an der Yale Divinity School nach ihm; es ist das einzige Gebäude auf dem Campus, das nach einem von der Universität verwiesenen Studenten benannt ist.)
Eine puritanische Gemeinde in Danbury erteilte Brainerd im Juli 1742 nach einer theologischen Prüfung die Predigerlizenz, obwohl er kein universitäres theologisches Examen abgelegt hatte. Brainerd entschloss sich, Missionar zu werden. Die Scottish Society for the Propagation of Christian Knowledge unterstützte ihn dabei. Am 25. November 1742 wurde er in einem Gottesdienst in die Mission entsandt.
Brainerd missionierte unter den Lenape am Delaware River. Er konnte anfangs nur wenige Bekehrungen vorweisen. Das änderte sich 1745.

„Und nun kann ich, wie ich denke, aufs Ganze gesehen zu recht sagen, dass es hier alle Anzeichen und Belege für ein bemerkenswertes Werk der Gnade unter diesen Indianern gibt, welche man vernünftigerweise wünschen oder erwarten kann. Möge der grosse Urheber dieser Werke dasselbe hier fördern und bewahren und überall ausbreiten, bis die ganze Erde von seiner Herrlichkeit ist! Amen.“

Körperlich von den Entbehrungen der Reisen erschöpft, ohne sich selbst zu schonen, musste er die Mission im November 1746 abbrechen. Seine letzten Lebensmonate verbrachte er vor allem in der Obhut von Jonathan Edwards und dessen Familie. Er starb im Alter von nur 29 Jahren.

## Nachleben
David Brainerd wurde bekannt durch die Bücher, die über ihn geschrieben wurden. Sein Tagebuch wurde 1746 von der Scottish Society for Promoting Christian Knowledge herausgegeben. Jonathan Edwards schrieb An Account of the Life of the Late Rev. David Brainerd, das hauptsächlich auf den Tagebüchern von David Brainerd basiert und ein Klassiker der Missionarsbiografien wurde. Eine neue Ausgabe mit dem Tagebuch und Brainerds Briefen wurde 1822 von Sereno E. Dwight herausgegeben. Im Jahr 1884 erschien The Memoirs of David Brainerd, herausgegeben von James M. Sherwood.